# Forestbrook
Forestbrook est une census-designated place située dans le comté de Horry, dans l’État de Caroline du Sud, aux États-Unis. Lors du recensement de 2020, elle comptait 6 656 habitants.